# پارتاماسپت

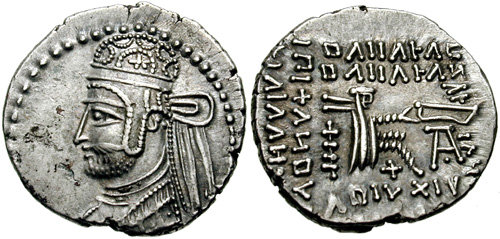
سکه پارتاماسپات

پارتاماسپات یک شاهزاده اشکانی و فرزند خسرو یکم بود که در اوایل قرن دوم میلادی به عنوان یک پادشاه دست‌نشانده از سوی امپراتوری روم در میان‌رودان و بعداً اسروئن حکومت کرد.

## زندگی
پارتاماسپات بخش زیادی از زندگی خود را در روم سپری کرد. او سپس با امپراتور تراژان برای فتح شاهنشاهی اشکانی همکاری کرد. امپراتور تراژان ابتدا قصد داشت تا شاهنشاهی اشکانی را به عنوان یکی از استان‌های امپراتوری، به خاک روم ضمیمه کند اما پس از اینکه آن را غیرممکن دید، تصمیم گرفت تا پارتاماسپات را به عنوان پادشاه اشکانی بر تخت پدرش بنشاند. در سال ۱۱۶، شاهزاده، شاه شد.

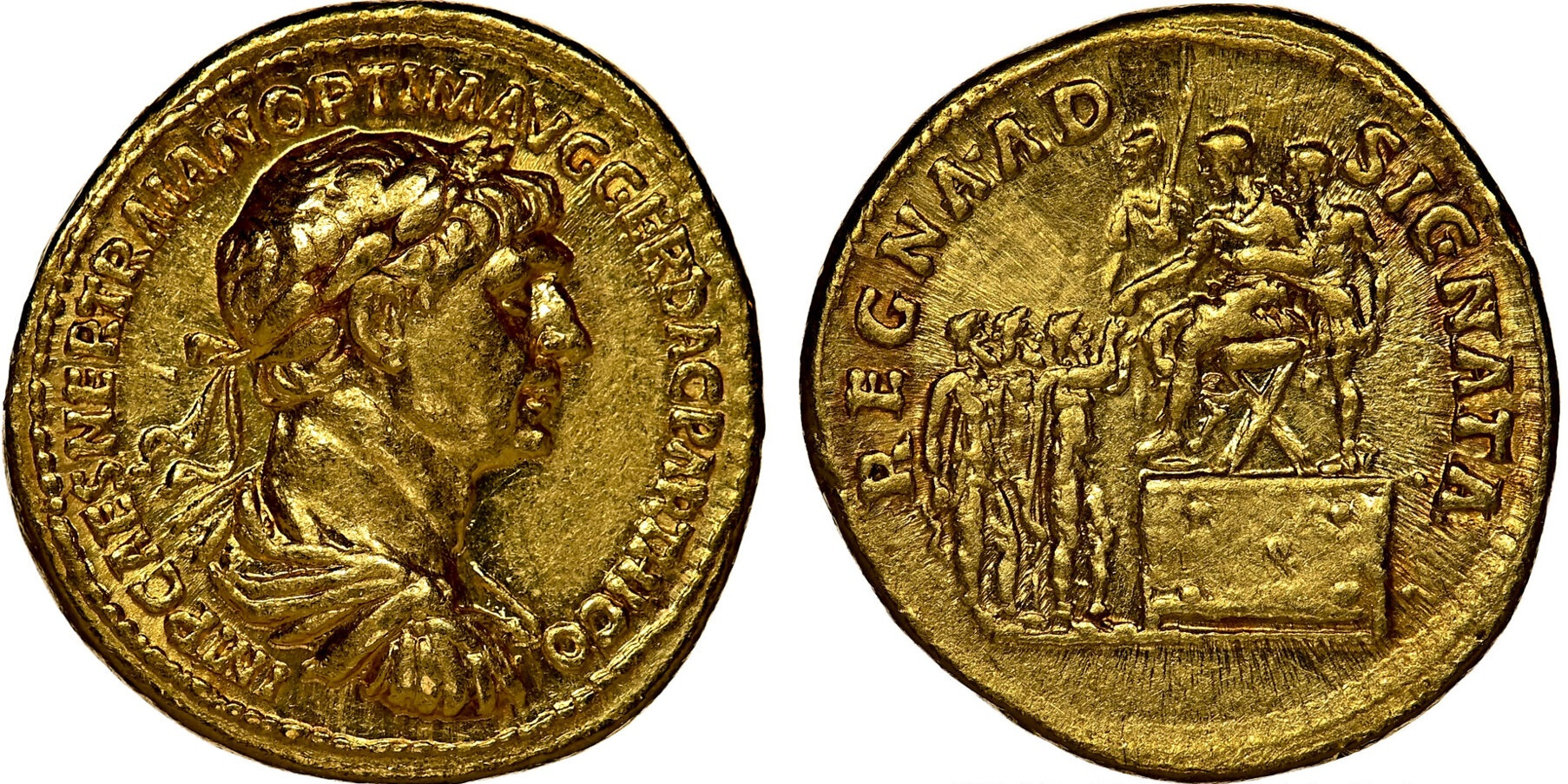
سکه طلای تراژان به یادبود پیروزی های او در شرق بر ارمنستان، بین النهرین و پارت. امپراطور به پارتاماسپات، پسر امپراتور اشکانی خسرو اول، که برای مدیریت مناطق تازه تسخیر شده گماشته شده است، نشانی اعطا می کند.

اما امپراتور در سال ۱۱۷ درگذشت و رومی‌ها مجبور به عقب‌نشینی از خاک ایران شدند. پس از آن شاهنشاه خسرو به آسانی فرزندش را برکنار کرد و تاج و تخت خود را بازپس گرفت.  پارتاماسپات پس از شکست در پارت، دوباره نزد رومیان گریخت و  به او حکومت مشترک اسروئن، یک کشور کوچک بین آسیای صغیر و سوریه را اعطا کردند. او از سال ۱۱۸ تا ۱۲۲ همراه با یالور پادشاه اسروئن و پس از آن تا سال ۱۲۳ فرمانروای انحصاری بود.
او از قلمرو خود در اسروئن، با امپراتوری کوشان تجارت می کرد، و کالاهایی را از طریق دریا و از طریق رود سند با آنها مبادله می کرد.
مدت‌ها پس از شکست پارتاماسپات، روم همچنان ادعا می‌کرد که کنترل سرزمین اشکانیان را در اختیار دارد، همانطور که در سکه‌ای از آنتونینوس پیوس (۱۳۸-۱۶۱ پس از میلاد) با تصویر یک «پارتی» که تاج را به او تقدیم می‌کند نشان داده شده است.